# Thirza Stiles Cahoon

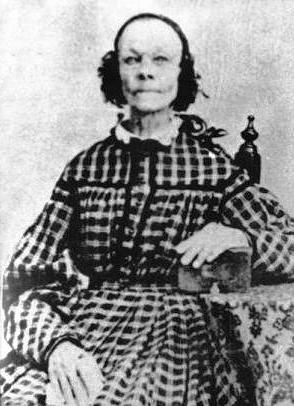
Thirza Stiles Cahoon

Thirza Stiles Cahoon (ur. 18 października 1789 w Lanesborough, zm. 21 listopada 1866 w South Cottonwood (ob. Murray)) – pierwsza żona Reynoldsa Cahoona, jedna z postaci wczesnej historii ruchu świętych w dniach ostatnich (mormonów). 

## Życiorys
Urodziła się w Lanesborough w stanie Nowy Jork jako córka Daniel Olds Stilesa i Abigail Farrington. Przeniosła się do Newport w hrabstwie Herkimer około 1810, następnie zaś do Harpersfield w stanie Ohio (1811). W 1825 osiadła w okolicach Kirtland. Zetknęła się z niedawno zorganizowanym Kościołem Jezusa Chrystusa Świętych w Dniach Ostatnich i ostatecznie została członkiem tej wspólnoty religijnej. Ochrzczona została przez Parleya P. Pratta 12 października 1830. 
W kolejnych latach dosyć często zmieniała miejsce zamieszkania, podążając za migrującymi współwyznawcami. W czerwcu 1838 przeniosła się do Missouri, w 1839 do hrabstwa Lee w Iowa, wreszcie (około 1842) do Nauvoo w Illinois, w owym czasie centrum organizacyjnego Kościoła. Należała do działającego w tym mieście Stowarzyszenia Pomocy. Dołączyła do kolejnej fali mormońskiej migracji, do doliny Wielkiego Jeziora Słonego dotarła 24 września 1848. Pierwotnie zamieszkała w Salt Lake City, następnie około 1860 osiadła w South Cottonwood (późniejszym Murray) w hrabstwie Salt Lake, gdzie też zmarła.
11 grudnia 1810 poślubiła Reynoldsa Cahoona, urodziła ośmioro dzieci. Połączona wieczyście ze swoim mężem w obrzędzie pieczętowania, podczas jednej z  pierwszych w historii Kościoła ceremonii tego typu, prawdopodobnie przed czerwcem 1844. Włączona w skład Namaszczonego Kworum, utworzonego przez Josepha Smitha, twórcę ruchu świętych w dniach ostatnich oraz prezydenta Kościoła. Jako jedna z siedemnastu kobiet otrzymała drugie namaszczenie za życia Smitha, w obrzędzie zarezerwowanym wówczas dla mormońskich przywódców oraz dla niektórych z ich małżonek (12 listopada 1843). Jako jedna z pierwszych kobiet w Nauvoo wzięła również udział w ceremonii obdarowania (29 października 1843).
Cieszyła się zaufaniem Josepha Smitha i jako jedna z pierwszych poznała naukę o małżeństwach poligamicznych. Była też jedną z pierwszych kobiet, której małżonek wprowadził tę naukę w życie.